# Synagoge Heidelberg (1878–1938)

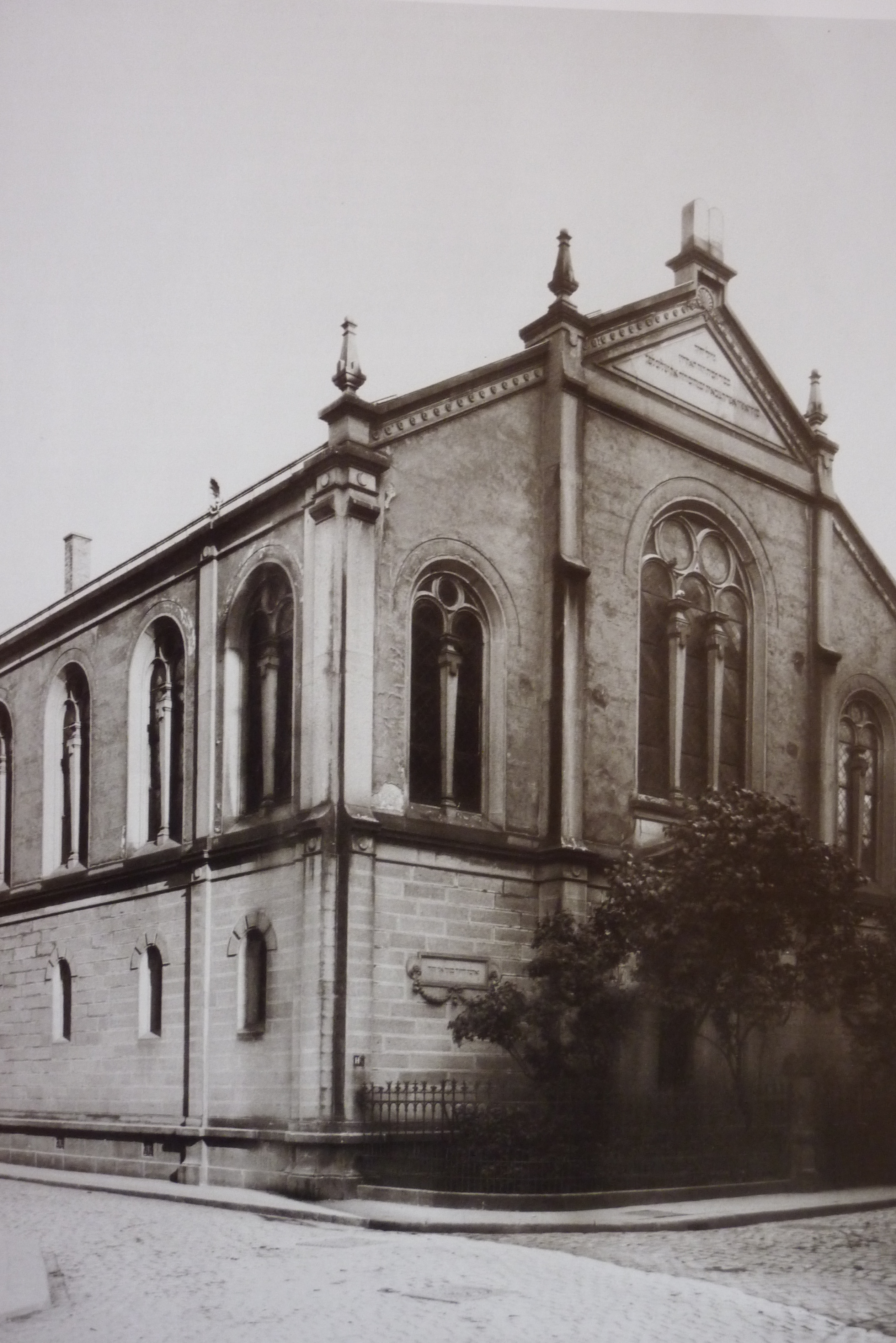
Die ehemalige Heidelberger Synagoge um 1895

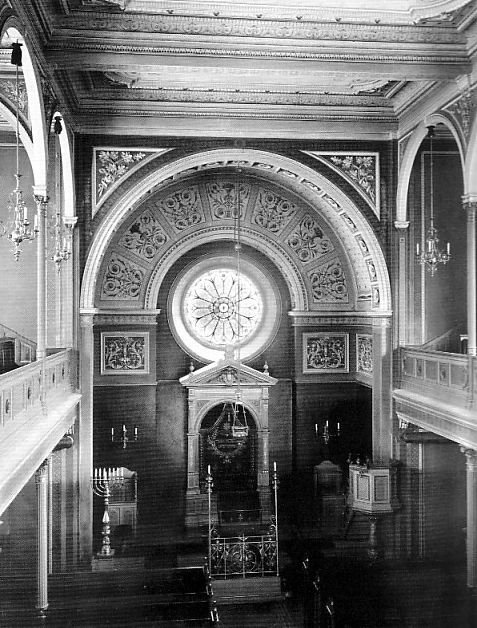
Innenansicht mit Blick zum Toraschrein

Die ehemalige Synagoge in der Heidelberger Altstadt wurde 1878 an der Großen Mantelgasse/ Ecke Lauergasse errichtet und 1913 nach den Plänen des Architekten Siegfried Seidemann nochmals erweitert. An das jüdische Gebetshaus, das im November 1938 durch die Nationalsozialisten in Brand gesetzt wurde, erinnert heute am ehemaligen Standort eine Erinnerungsstätte mit Gedenktafeln und den Umrissen der Synagoge.

## Geschichte
Im Sommer 1877 kaufte die jüdische Gemeinde das neben dem alten Synagogengebäude gelegene Haus Lauerstraße 2, um mehr Platz für einen Neubau zu erlangen. Das bisherige Gebäude aus dem Jahr 1714, wurde noch im gleichen Jahr abgerissen. Die neue Synagoge wurde nach Plänen des Kirchenbauinspektors und Architekten Hermann Behaghel (1839–1921) aus Mannheim errichtet und am 12. April 1878 feierlich eingeweiht.
Behaghel verwendete unterschiedliche historisierende Stilelemente. Die Gesamtform des Gebäudes wirkte eher gotisch, jedoch wurden auch romanische Stilelemente, wie z. B. das Stufenportal und der Giebelfries, verwendet. Die Synagoge entsprach dem eklektizistischen Stil der Zeit. An der Spitze der Fassade befand sich eine steinerne Darstellung der beiden Gesetzestafeln Moses.
Im Jahr 1913 wurde die Synagoge nach Plänen des jüdischen Architekten Siegfried Seidemann nach Osten bis zum Anwesen Lauerstraße 4 nochmals erweitert. In der gleichen Zeit erhielt die religiöse Stätte   eine Orgel. In dem neuen Anbau wurden die Garderobe, die Orgelempore sowie die dazu gehörigen Treppenaufgänge eingebaut. Zudem erhielt die Synagoge eine neue Innenausstattung sowie einen frischen Anstrich. Im Erdgeschoss des Gemeindehauses wurde ein Saal eingerichtet, der auch als Wochentagsynagoge benutzt wurde und mit der Synagoge verbunden war. Eine letzte Renovierung des Gebäudes wurde nach einem Hochwassers des Neckars 1934 vorgenommen.

### Zeit des Nationalsozialismus
In der Pogromnacht am 10. November 1938 wurde die Synagoge von SA-Männern ausgeraubt und in Brand gesetzt. Gegen vier Uhr in der Nacht traf die Feuerwehr ein, die aber erst nach ausdrücklicher Erlaubnis der SA mit den Löscharbeiten beginnen durfte. Das Gebäude wurde durch den Brandanschlag nahezu vollständig zerstört. Angegriffen wurde auch das Bethaus der orthodoxen Gemeinde in der Plöck 35. Die aus der Synagoge entwendeten Torarollen und die rituellen Gegenstände wurden auf das Polizeirevier gebracht. Heidelberger Bürger und rechtsgerichtete Studenten verbrannten die Torarollen öffentlich etwa eine Woche nach der Zerstörung auf dem Universitätsplatz. Die zuständigen Heidelberger Behörden tolerierten das Geschehen.

## Gedenken

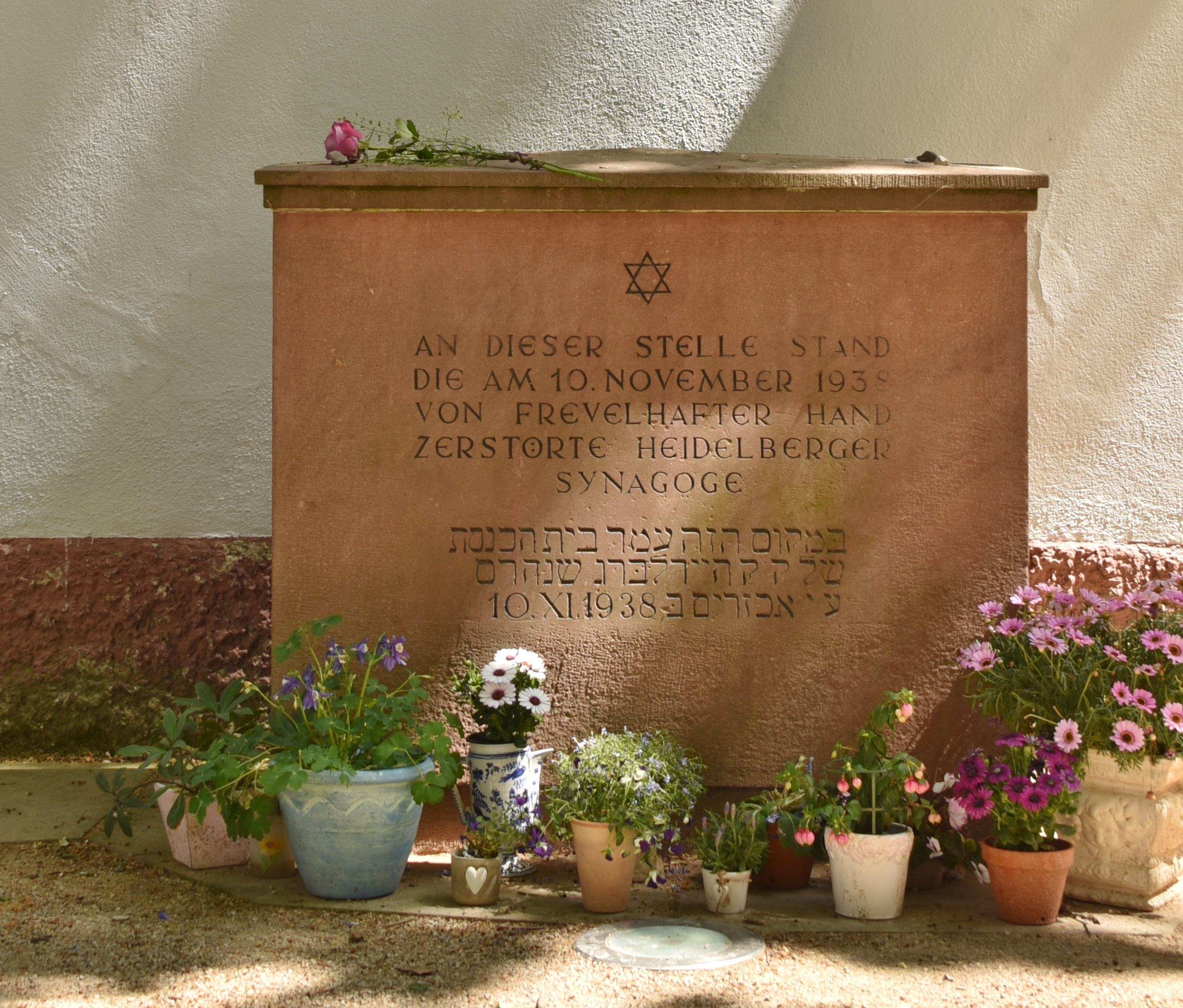
Gedenkstein an die zerstörte Heidelberger Synagoge (Aufn. 2020)

Auf dem Platz der ehemaligen Synagoge, seit 1956 Alter Synagogenplatz, erinnert heute eine Gedenktafel mit Namenslisten sowie ein Gedenkstein, der an der ehemaligen Stelle des Thora-Schreins platziert wurde. Die Tafel enthält nach derzeitigem Kenntnisstand alle Namen jüdischer Einwohner Heidelbergs, die von 1937 bis 1939 festgenommen und meist ausgewiesen wurden (Polendeportation).